# Dymitr Czetwertyński-Światopełk
Dymitr Czetwertyński-Światopełk, książę, herbu Pogoń Ruska (ur. 3 sierpnia 1777, zm. 5 czerwca 1859 w Hodomiczach) – marszałek powiatu zasławskiego. Przyczynił się do rozwoju szkolnictwa polskiego na Wołyniu.
Zasiadał w Komisji Sądowej Edukacyjnej. Według Karola Kaczkowskiego był nawet jej przewodniczącym, jednak wydaje się, że informacja ta nie jest prawdziwa. Zimą 1813 r. został powołany przez kuratora okręgu szkolnego wileńskiego, Adama Jerzego Czartoryskiego, wizytatorem guberni wołyńskiej, podolskiej i kijowskiej. Stanowiska tego jednakże nie przyjął. Gdy w 1817 r. postanowiono przekształcić Gimnazjum Wołyńskie w liceum, wówczas Czetwertyński-Światopełk, był jednym z autorów, tzw. projektu obywatelskiego, domagającego się dla szkoły przywilejów szkół wyższych.
Pełnił funkcję marszałka powiatu zasławskiego, później chorążego, a także prezesa Izby Celnej.
Syn Janusza Tomasza i Joanny Jabłonowskiej. W 1800 r. ożenił się z Zofią Ślizień (1780-1845). Z małżeństwa urodziły się dwie córki: Karolina (1804-1859), Eleonora (1811-1882).
Na starym cmentarzu w Kołkach znajdują się nagrobki: księcia Dymitra Czetwertyńskiego-Światopełka z czerwonego granitu, z zachowanym napisem (wytłuszczonym): DOM DYMITR XIĄŻE ŚWIATOPOLK-CZETWERTYŃSKI oraz jego żony księżnej Zofii Ślizień, z marmuru, z herbami Świat i Pogoń Ruska.